# وعي اصطناعي
الوعي الاصطناعي (AC)، المعروف أيضا باسم آلة الوعي  (MC) أو الوعي الاصطناعي (Gamez 2008; Reggia 2013), هو حقل على علاقة بالذكاء الاصطناعي وعلم الروبوتات الإدراكي التي تهدف إلى «تحديد ما يتعين توليفه أو تخليقه والوعي الذي يمكن العثور عليه في قطعة أثرية هندسية» (Aleksander 1995).
العلوم العصبية تفترض أن الوعي يتم إنشاؤه بواسطة التشغيل البيني من مختلف أنحاء الدماغ، يسمى الارتباط العصبي للوعي أو NCC. أنصار AC يعتقدون أنه من الممكن بناء الآلات (على سبيل المثال، أنظمة حاسوب) التي يمكن أن تحاكي هذا التشغيل البيني NCC
ويمكن أن يكون اطلاع الوعي الاصطناعي امتدادا للذكاء الاصطناعي، على افتراض أن مفهوم ذكاء بمعناها شيوعا هو ضيق جدا لتشمل جميع جوانب الوعي.

## وجهات النظر الفلسفية للوعي الاصطناعي
كما أن هناك العديد من التسميات الخاصة بالوعى، فإن هناك العديد من الأنواع المحتملة من AC. في الأدب الفلسفي، ولعل التصنيف الأكثر شيوعا للوعي هو في «الوصول» والمتغيرات «الهائلة».الوصول إلى الوعي يتعلق بتلك الجوانب من الخبرة التي هي قابلة للوصف الوظيفي، في حين يتعلق الوعي الهائل بتلك الجوانب من الخبرة التي يبدو أنها تتحدى التصوير الوظيفية، بدلا من أن يجري التميز نوعيا من حيث «مشاعر خام أو فطرية»، «ما هو عليه مثل» أو حالات فردية من خبرة واعية شخصية (بلوك، 1997).
دومينيكو باريزي، الباحث في معهد العلوم المعرفية والتقنيات، يكتب في مقالته «الروبوتات العقلية» أنه من أجل امتلاك الروبوتات للوعي الاصطناعي، فإنها يجب أن تمتلك أيضا ما يسميه «الحياة العقلية». وفقا لباريزي، فإن الحياة العقلية يجب أن «يكون لها تمثيلات داخلية من المدخلات الحسية في غياب المدخلات.» 

### الجدل حول معقولية الوعي الاصطناعي
إن رؤية متشككة من قبل العلماء النظريين للوعي الاصطناعي (على سبيل المثال، نوع علماء فيزيائيين تبعا للهوية) الذين يعتقدون أن الوعي الاصطناعي يمكن فقط أن يتحقق في نظم فيزيائية معينة لأن الوعي الاصطناعي لديه الخصائص التي تعتمد بالضرورة على القواعد الفيزيائية (بلوك، 1978; بيكل، 2003).
في مقالته يوتوبيا «الوعي الاصطناعي: أو احتمال حقيقي»، كما يقول جورجيو بوتازو أنه على الرغم من قدرة لدينا التكنولوجيا الحالية لمحاكاة النظم الآلية الذاتية«العمل في أوضاع مؤتمتة بالكامل، فإن [أجهزة الكمبيوتر] لا يمكنها أن تتحلى بالإبداع، والعواطف، أو الإرادة الحرة. وأنها مثل آلة الغسيل، فإنها تعمل تبعا لبرنامج تشغيل مدمج فيها.» 
للمنظرين الآخرين (على سبيل المثال، نسق اجتماعي)، الذي يحدد الحالات الذهنية من حيث الأدوار السببية، أي نظام يمكنه إنشاء مثيله بنفس نمط الأدوار السببية، بغض النظر عن البنية الطبيعية، وبنفس الحالات العقلية، بما في ذلك الوعي (بوتنام، 1967).